# Tisobarica
Tisobarica é um gênero de traça pertencente à família Agonoxenidae.